# Gwda Wielka
Gwda Wielka [pronunciación en polaco: /ˈɡvda ˈvjɛlka/] es un pueblo ubicado en el distrito administrativo de Gmina Szczecinek, dentro del Condado de Szczecinek, Voivodato de Pomerania Occidental, en el norte de Polonia occidental. Se encuentra aproximadamente a 8 kilómetros al este de Szczecinek y a 151 kilómetros al este de la capital regional Szczecin.
Antes de 1945, el área fue parte de Alemania. Para la historia de la región, vea Historia de Pomerania.
El pueblo tiene una población de 570 habitantes.